# Serebrjanye truby
Serebrjanye truby (Серебряные трубы) è un film del 1970 diretto da Ėduard Nikandrovič Bočarov.